# Johann Deisenhofer
Johann Deisenhofer (Zusamaltheim, 30 de setembro de 1943) é um químico alemão. Conjuntamente com Robert Huber e Hartmut Michel, foi laureado com o Nobel de Química de 1988 devido à determinação da estrutura tridimensional do centro de reação fotossintético.

## Juventude e educação

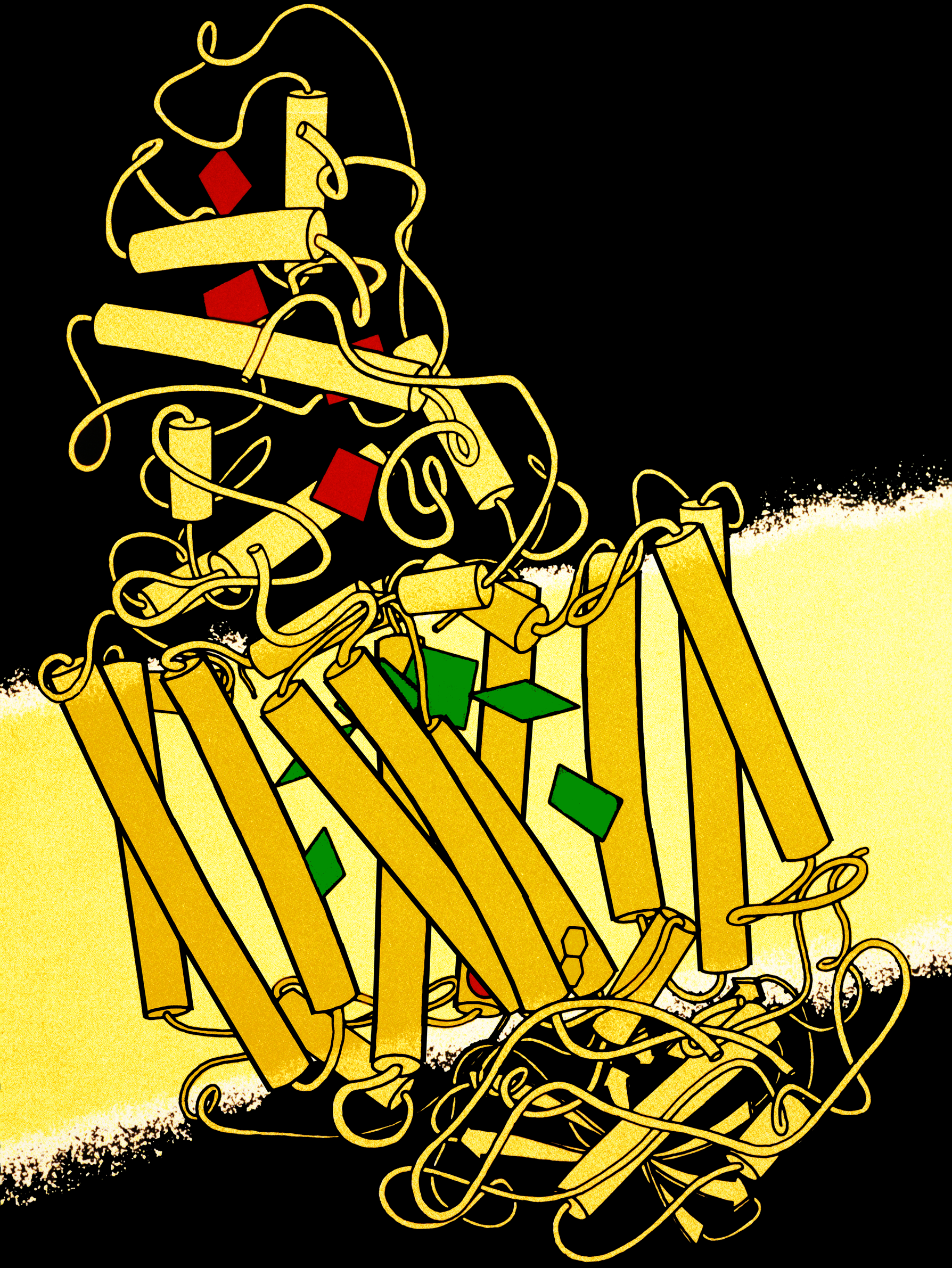
Esquema da estrutura do centro de reação fotossintética na membrana

Nascido na Baviera, Deisenhofer obteve seu doutorado na Universidade Técnica de Munique por trabalhos de pesquisa realizados no Instituto Max Planck de Bioquímica em Martinsried, Alemanha Ocidental, em 1974. Ele conduziu pesquisas lá até 1988, quando se juntou à equipe científica do Howard Hughes Medical Institute e o corpo docente do Departamento de Bioquímica da University of Texas Southwestern Medical Center em Dallas.

## Carreira
Junto com Michel e Huber, Deisenhofer determinou a estrutura tridimensional de um complexo proteico encontrado em certas bactérias fotossintéticas. Esse complexo de proteínas de membrana, chamado de centro de reação fotossintética, era conhecido por desempenhar um papel crucial no início de um tipo simples de fotossíntese. Entre 1982 e 1985, os três cientistas usaram a cristalografia de raios X para determinar o arranjo exato dos mais de 10 000 átomos que compõem o complexo proteico. Suas pesquisas aumentaram a compreensão geral dos mecanismos da fotossíntese e revelaram semelhanças entre os processos fotossintéticos de plantas e bactérias.

Deisenhofer atualmente atua no conselho consultivo da Scientists and Engineers for America, uma organização voltada para a promoção da ciência sólida no governo americano. Em 2003, ele foi um dos 22 ganhadores do Prêmio Nobel que assinaram o Manifesto Humanista. Atualmente é professor do Departamento de Biofísica da University of Texas Southwestern Medical Center.